# メガデジ
メガデジとは、TBS（関東ローカル）にて2008年10月5日から2009年9月27日にかけて、毎週日曜深夜（月曜未明）に放送されていた、広報・情報番組。

## 概要
『ママアナのデジ@缶』の後継番組。TBSの出水麻衣アナウンサーが、週替わりのゲストとして登場する同僚アナウンサー1名とともにロケに飛び出し、ゲストアナウンサーの趣味あるいは注目しているものを一緒に体験するというもの（稀に複数名のアナウンサーがゲストとして登場する場合もあり、この場合は週跨ぎの放送となる。また、極稀であるがアナウンサー以外のゲストが登場したこともある）。その合間にBS-TBS（旧・BS-i）・TBSチャンネル等のTBSの関連事業及び関連会社の番組・コンテンツ等の告知等が挿入される。
番組開始後半年経ってからは、出演するゲストがほぼ一巡したこともあってか、ゲストの趣味に限定せず、出水アナ本人をフィーチャーした企画（「ホップ・ステップ・デミップ・マイップ」や「ぶらデミ」）も見られるようになった。

## 放送時間
基本放送時間は毎週日曜1:20 - 1:50(JST)とされているが、一つ前の番組及びその放送終了時間が一定しないため、しばしば放送時間が遅延したり繰り上がったりした。『J-SPO（→S☆1・J-SPO）』の後続番組に続けての放送ということは固定されているが、該当する番組がない週はこの番組自体が後続番組となるため放送時間が繰り上がった。
実際の放送時間は下記のようになっていた。
放送開始から2009年3月（正確には4月第1週）まで
- 毎月第1・5週 - 0:50から『よゐこ部』（毎日放送制作。当時は54分番組）を放送するため24分繰り下がり、1:44 - 2:14の放送。
- 毎月第2週 - 0:50から『松本見聞録』を放送した後、基本放送時間通り1:20 - 1:50に放送。
- 毎月第3週 - 0:50から『報道の魂』を放送した後、基本放送時間通り1:20 - 1:50に放送。
- 毎月第4週 - 『J-SPO』終了後すぐの放送となるため30分繰り上がり、0:50 - 1:20に放送。空いた1:20 - 1:50は『アナCAN』の再放送（当時は本番組が繰り上がった週のみの放送であった）となる。

2009年5月から最終回まで
『よゐこ部』は2009年4月以降、土曜夕方に枠移動して30分番組に変更、『松本見聞録』も4月以降の放送が未定のため、放送パターンが変更となった。
- 毎月第1・2・5週 - 『S☆1・J-SPO』終了後すぐの放送となるため30分繰り上がり、0:50 - 1:20に放送。本番組の後続番組（『アナCAN』の再放送）も一緒に繰り上がるため、当日の放送休止入りの時間は第3週・第4週と比べると30分早い（ただし、この番組の後に特番が割り込まない場合に限る）。
- 毎月第3週 - 0:50から『報道の魂』を放送した後、基本放送時間通り1:20 - 1:50に放送。
- 毎月第4週 - 0:50から『ヤリキレナイ川』（2009年4月26日初回）を放送した後、基本放送時間通り1:20 - 1:50に放送。

ただし、不定期に特別番組が組まれた場合は、放送時間がさらに遅延することもある。例として
- 2009年2月1日（2日未明）は北海道放送制作の特別番組『HBC芸術祭大賞作品 いのちの記憶〜小林多喜二・二十九年の人生〜』が0:50 - 2:20に放送されたため、本番組は60分繰り下げの2:20 - 2:50の放送。
- 翌週の2月8日（9日未明）には『松本見聞録』に続けて、前述の特番のため第1週に放送できなかった『よゐこ部』が放送されてから本番組となるため、54分繰り下げの2:14 - 2:44の放送。

などの事例があった。

## 出演者
特筆しない限りTBSアナウンサー。その後退社した人物は★、異動した人物は▲を付与している。
レギュラー出演
- 出水麻衣

ゲストとして出演
TBSアナウンサー以外のゲスト出演者は、第31回の真野恵里菜と第44・45回の斎藤薫。

第36・42回は出水単独出演で、ゲスト不在。第47回（最終回）は総集編。
- 岡村仁美（第1・26・37回に出演）
- 浦口直樹（第2回に出演）
- 赤荻歩（第3回に出演）
- 新井麻希★（第4回に出演）
- 向井政生（第5回に出演）
- 長岡杏子（第6回に出演）
- 秋沢淳子（第7・8回に出演）
- 井上貴博（第9回に出演）
- 小島慶子★（第10回に出演。出水同様に前番組『デジ@缶』のレギュラーでもあった）
- 枡田絵理奈★（第11・35回に出演）
- 木村郁美（第12回に出演）
- 青木裕子★（第13・43回に出演。出水・小島同様に前番組『デジ@缶』のレギュラーでもあった）
- 升田尚宏（第14・30回に出演）
- 伊藤隆佑（第15回に出演）
- 加藤シルビア（第16・27・39・41回に出演。最多出演）
- 土井敏之（第17回に出演）
- 小林豊（第18・19・41回に出演）
- 駒田健吾（第18・19回に出演）
- 杉山真也（第18・19回に出演）
- 広重玲子▲（第20・32回に出演）
- 有村美香▲（第21回に出演）
- 久保田智子（第22・38・43回に出演）
- 吉川美代子★（第23回に出演）
- 斎藤哲也（第24・25回に出演）
- 安東弘樹（第24・25回に出演）
- 水野真裕美（第24・25・37回に出演）
- 外山惠理（第28・40回に出演）
- 高野貴裕（第29・33・46回に出演）
- 真野恵里菜（歌手。第31回に出演）
- 高畑百合子（第34回に出演）
- 山田愛里★（第35・44・45回に出演）
- 斎藤薫▲（放送当時TBSアナウンス部長。第44・45回に出演）

番組も半年以上経つと複数回の出演が見られるようになったが、一方で竹内香苗（★）のように最後まで一度も出演しなかったアナウンサーもいた。特に小倉弘子など平日昼間に生番組を抱えていたり、初田啓介などいわゆる「スポーツ班」とされるアナウンサーに、未出演者が多かった。
また、放送期間中の2009年3月にTBSを退社しフリーアナウンサーに転向した小林麻耶（★）も、同じく最後までこの番組に出演することはなかった。

## エンディングテーマ
| 年月      | 曲名                    | 歌手名         |
| --------- | ----------------------- | -------------- |
| 2009年1月 | FOREVER LOVE            | ℃-ute          |
| 2009年5月 | はじめての経験          | 真野恵里菜     |
| 2009年6月 | 青春に、その涙が必要だ! | ステレオポニー |

## スタッフ
- 構成：藤井輝久
- 編集：鎌田裕樹
- MA：宮澤篤央
- オープニングCG：super star faint
- WEBディレクター：泰山信晴
- WEBデザイン：内山保志
- 音効：和気誠司
- 技術：OMNIBUS JAPAN、ゼファー
- メイク：EARTH
- スタイリスト：金城美恵
- AD：佐藤康弘
- ディレクター：清水晋也
- AP：谷田貝慶子
- プロデューサー：澤井研志、市岡まさひこ
- 制作協力：D組-PROJECT（ディープロジェクト）
- 制作：BS-TBS
- 製作著作：TBS

## 番組終了その後
- 『メガデジ』の終了により『デジ@缶』以来続いていたTBSアナウンサーを主体に据えた広報番組が一度途絶える。後継の広報番組『にうすざんす』を半年間放送した後、2010年春改編でTBSグループ広報番組枠を水曜深夜に移動させ、同年4月7日から『ツボ娘』が放送開始。2011年3月までの同番組はTBSアナウンサー・出水麻衣を主体にしていたため、『メガデジ』までの従来のフォーマットで構成された番組がいったんは「復活」したが、2011年4月以降は男性タレント・浜ロンを準レギュラーで起用するなど、番組全体のリニューアルを実施した。
- 一方で、2012年7月からはTBSアナウンサーを主体に据えたバラエティ番組『女子アナの罰』が放送されている。

| TBS 毎月第1・2（5）週日曜深夜（月曜未明）1:20 - 1:50枠 | TBS 毎月第1・2（5）週日曜深夜（月曜未明）1:20 - 1:50枠 | TBS 毎月第1・2（5）週日曜深夜（月曜未明）1:20 - 1:50枠 |
| 前番組                                                 | 番組名                                                 | 次番組                                                 |
| ------------------------------------------------------ | ------------------------------------------------------ | ------------------------------------------------------ |
| ママアナのデジ@缶 ※毎月第3週のみ1:50開始だった         | メガデジ （2008.10 - 2009.4）                          | アナCAN（再放送）                                      |
| TBS 毎月第3週日曜深夜（月曜未明）1:20 - 1:50枠         |                                                        |                                                        |
| 報道の魂 ※30分繰り上げ、0:50開始となる                 | メガデジ （2008.10 - 2009.9）                          | Music Birth                                            |
| TBS 毎月第4週日曜深夜（月曜未明）0:50 - 1:20枠         |                                                        |                                                        |
| サスケマニア                                           | メガデジ （2008.10 - 2009.3）                          | ヤリキレナイ川                                         |
| TBS 毎月第1（5）週日曜深夜（月曜未明）0:50 - 1:20枠    |                                                        |                                                        |
| よゐこ部 ※土曜17:00に移動                              | メガデジ （2009.5 - 2009.9）                           | Music Birth                                            |
| TBS 毎月第2週日曜深夜（月曜未明）0:50 - 1:20枠         |                                                        |                                                        |
| 松本見聞録                                             | メガデジ （2009.4 - 2009.9）                           | Music Birth                                            |
| TBS 毎月第4週日曜深夜（月曜未明）1:20 - 1:50枠         |                                                        |                                                        |
| アナCAN（再放送） ※30分繰り下げ、1:50開始となる        | メガデジ （2009.4 - 2009.9）                           | にうすざんす                                           |